# Edmund Burke
Edmund Burke (12. ledna 1729, Dublin – 9. července 1797, Beaconsfield) byl britský politik, politický teoretik a filozof anglo-irského původu. Bývá považován za zakladatele moderního konzervatismu.
Byl dlouholetým poslancem za britské whigy. V době Americké revoluce vyjadřoval americkým koloniím podporu v boji za nezávislost, ale odmítal revoluční praktiky, protože plodí násilí. Podle jeho názoru k zmírnění napětí mohla vést změna daňové sazby a určitá forma nezávislosti, byl ale proti republikánským principům (Burke prosazoval monarchii). Opakovaně tvrdil, že lidé - ať už potomci, či první generace zakladatelů - žijící na americkém kontinentu budou vždy Angličané, a vznik USA proto neschvaloval. Byl rovněž silným odpůrcem Velké francouzské revoluce a její kritiku, která je vedena z konzervativních pozic, vyjádřil v knize Úvahy o revoluci ve Francii, vydané roku 1790. Je to vlastně odpověď v dopise Ch. J. F. Pontovi, pařížskému aristokratovi, s nímž si dopisoval. Vyjevují se zde všechna témata, která konzervatismus jako ideologii doprovázejí (postoj k rodině, autoritě, nedotknutelnosti majetku). Tato kniha se považuje za jakýsi manifest konzervatismu.

## Biografie

### Mládí
Narodil se v Dublinu v Irsku v roce 1729. Jeho otcem byl Richard Burke právní poradce (solicitor) Irské církve (odnože Anglikánské církve), jeho matka Mary Burke (roz. Nagle) byla vyznáním římská katolička. Byl vychováván ve víře svého otce a celý svůj život praktikoval anglikánství. V mládí trávil spoustu času mimo Dublin, v poklidné krajině Blackwater Valley na jihu ostrova, kde žila rodina jeho matky Mary.
Prvního vzdělání se mu dostalo v kvakerské škole ve městě Ballitore, kde se seznámil s Mary Leadbeaterovou, pozdější spisovatelkou, se kterou zůstal po celý svůj život v korespondenčním kontaktu. V roce 1744 byl přijat na Trinity College v Dublinu. V roce 1747 tam založil debatní klub známý jako „Edmund Burke's Club“. Tento klub, spolu s „Historical Club“, dal v roce 1770 vzniknout studentské organizaci „College Historical Society“, která se pokládá za první na světě. Vystudoval v roce 1748. Jeho otec si přál, aby začal studovat právo, tomuto přání vyhověl, když byl v roce 1750 přijat na právnickou fakultu Middle Temple v Londýně. Brzy se však vzdal studií a začal cestovat po Evropě, kde se snažil vydělávat si psaním.

### První díla a rodina
V roce 1756 bylo vydáno jeho první dílo, a to A Vindication of Natural Society (Obhajoba přirozené společnosti), což je satira deismu Lorda Bolingbrokea. V roce 1757 získal smlouvu na napsání dějin Anglie. Ačkoliv mělo toto dílo popsat dějiny až do roku 1707, Burke ho dokončil pouze do roku 1216. Roku 1758 se svým nakladatelem vydali první ročník politického sborníku Annual Register, který vychází dodnes. Burke, který zde figuroval jako editor tuto funkci vykonával do roku 1765. V Londýně se také seznámil s mnoha intelektuály své doby jako jsou: Samuel Johnson, David Garrick, Oliver Goldsmith, Edward Gibbon nebo Joshua Reynolds.
Roku 1757 se oženil s Jane Mary Nugentovou, dcerou katolického lékaře, který ho ošetřoval v lázních Bath. Roku 1758 se jim narodil syn Richard, jako druhé dítě se narodil Christopher, který však zemřel v útlém věku.

### Kariéra
Roku 1758 začal dělat poradce Williamu Gerardu Hamiltonovi, tajemníkovi pro Irsko. Tuto funkci zastával po tři roky. Roku 1765 začal vykonávat funkci soukromého tajemníka Charlesovi Watson-Wentworthovi, členovi strany whigů, který byl v té době premiérem Velké Británie. V prosinci téhož roku byl zvolen do dolní komory parlamentu.
Následně se věnoval psaní dalších děl. Také se ujal vedoucí role v debatách o omezení panovníkovy moci v parlamentní demokracii, kdy stál na straně parlamentu proti králi. O tomto tématu vydal v roce 1770 úvahu Thoughts on the Cause of the Present Discontents (Zamyšlení se nad příčinou současné nespokojenosti), kde obviňoval 'prokrálovsky smýšlející', tedy ty, kteří chtěli, aby král měl větší pravomoci než parlament. V roce 1774 byl znovuzvolen do dolní komory parlamentu, i díky své obhajobě principů zastupitelské demokracie. Roku 1780 ztratil svůj mandát kvůli nepopulárnímu prosazování volného obchodu s Irskem a emancipace Římskokatolické církve.
Burke měl ve své době dost osobitý postoj směrem k americkým kolonizátorům a jejich požadavkům za nezávislost. S ohledem na tehdy rozšířené rčení obyvatel severoamerického kontinentu "Žádné daně bez zastoupení" - predikoval nezbytnost vytvoření určité formy nezávislosti na anglickém králi. Podle jeho názoru neústupnost Angličanů povede k revoluci a tím i k výbuchu násilí, což se později potvrdilo. Byl proto zastáncem toho, aby americké kolonie měly své zastupitele a prosazoval změnu daňového přerozdělování s vyšší mírou podpory koloniální samosprávy. Vyhlášení nezávislosti 4. července roku 1776 ovšem nepřijal a považoval jej za rozchod s tradicí: "Nemohu to považovat za vítězství, úspěchem nemůže být ztráta velké části naší říše. Úspěch rovněž nepřeji nespravedlnosti, útlaku a nesmyslnosti."
Roku 1780 vypukly v Londýně antikatolické výboje, které jsou známy jako „Gordon Riots“. Jeho dům musel být chráněn armádou. Roku 1782 získal funkci pokladníka vojenských sil a stal se členem státní (tajné) rady. Ve funkci pomáhal utvořit ekonomickou reformu, která vedla k uzavření 134 úřadů v královské a obecní správě, což ušetřilo značný obnos. Kvůli pádům vlády a změnám vedení, ztratil obě funkce již roku 1783. Po zbytek života stál v politické opozici.
Roku 1786 napsal kritiku Article of Charge of High Crimes and Misdemeanors, která byla zaměřena proti Warrenu Hastingsovi, svého času guvernérovi britského Bengálska, se kterým byl roku 1787 zahájen impeachment za korupci a zneužívání moci. V textu také kritizuje chování Východoindické společnosti, která pod vedením Britů zničila mnoho tradic Indů.
Roku 1789 reagoval na dopis francouzského přítele, který se ho ptal na názor ohledně francouzské revoluce. Rozpracováním oné odpovědi vzniklo roku 1790 jeho nejznámější dílo Úvahy o revoluci ve Francii, v kterých kritizuje republikánskou revoluci, svrhnutí krále, odebírání šlechtických titulů, pronásledování církve a falešné snahy o nastolení rovnostářství. Dílo vyšlo v Anglii v listopadu 1790 a do konce roku se ho prodalo na 17 000 kusů. V roce 1791 bylo vydáno i ve Francii, kde se také velmi dobře prodávalo.
Roku 1793 dokázal přimět poslance whigů, aby podpořili válku Británie proti revoluční armádě Francie. Vyjadřoval podporu boji roajalistů (Británie) proti republikánům (Francie). Také podporoval francouzské roajalisty v povstání ve Vendée. Roku 1794 získal čestné uznání poslanců a poté odstoupil ze svého místa, které přenechal svému synovi Richardovi, který však téhož roku zemřel. Anglický král ho chtěl za zásluhy odměnit titulem vévoda z Beaconsfieldu, ale kvůli smutku ze ztráty syna tento titul odmítl. Proto přijal jen doživotní rentu.
Jeho posledním vydaným dílem se stalo Letters on a Regicide Peace ("Dopisy o královražedném míru") (1796), v kterých kritizuje podepsání míru s Francií, a také se v nich zabývá nastolením totalitního režimu ve Francii.

### Smrt
Zemřel 9. července 1797 ve městě Beaconsfield, Buckinghamshire ve věku 68 let. Byl pochován vedle svého syna a bratra. Jeho žena Jane Mary ho přežila o patnáct let.

### Citáty
Edmundu Burkemu se připisuje často citovaný výrok: „Zlu k vítězství stačí, když dobří lidé nedělají nic."